# Bruno de Keyzer
Bruno de Keyzer est un directeur de la photographie français  né le 11 août 1949 à Maintenon (Eure-et-Loir) et mort le 25 juin 2019 à Villerville (Calvados).

## Biographie
Bruno de Keyzer commence sa carrière dans le cinéma comme assistant caméra auprès de Sven Nykvist pour Black Moon, de Louis Malle (1974). Il devient directeur de la photographie en 1982 et travaille avec des cinéastes réputés, notamment Bertrand Tavernier et Jerry Schatzberg.
En plus d'être directeur de la photographie sur ce film, il joue comme acteur dans Très bien, merci d'Emmanuelle Cuau (2007).
Il habite à Villerville (Calvados), où il est décédé.

## Filmographie
- 1984 : Signé Charlotte de Caroline Huppert
- 1984 : Souvenirs, Souvenirs d'Ariel Zeitoun
- 1985 : Un dimanche à la campagne de Bertrand Tavernier
- 1985 : Autour de minuit de Bertrand Tavernier
- 1987 : La Passion Béatrice de Bertrand Tavernier
- 1988 : Saxo d'Ariel Zeitoun
- 1989 : L'Ami retrouvé de Jerry Schatzberg
- 1989 : La Vie et rien d'autre de Bertrand Tavernier
- 1990 : Lacenaire de Francis Girod
- 1991 : Double vue (Afraid of the Dark) de Mark Peploe
- 1992 : Max et Jérémie de Claire Devers
- 1994 : La Reine de la nuit d'Arturo Ripstein
- 1995 : Le Roi des Aulnes de Volker Schlöndorff
- 1995 : All Men Are Mortal d'Ate de Jong
- 2000 : The Day the Ponies Come Back de Jerry Schatzberg
- 2007 : Très bien merci d'Emmanuelle Cuau
- 2009 : Dans la brume électrique de Bertrand Tavernier
- 2010 : La Princesse de Montpensier de Bertrand Tavernier

## Récompenses
- César de la meilleure photographie :
  - 1985 pour Un dimanche à la campagne
  - 1990 pour La Vie et rien d'autre
  - 2010 pour La Princesse de Montpensier

## Distinction
- Chevalier de l'Ordre des Arts et des Lettres (2011)[3].